# انتخابات سراسری مالزی (۲۰۱۸)
چهاردهمین انتخابات سراسری مالزی (GE14 یا PRU14, مخفف به مالایی: Pilihan Raya Umum ke-14) نمایندگان ۱۴مین دوره پارلمان مالزی را در ۹ مه ۲۰۱۸ انتخاب خواهد کرد.
نتایج اولیه کمیسیون انتخابات مالزی نشان می‌دهد ائتلاف اپوزیسیون پاکاتان هاراپان که در بیشتر مالزی تحت لوای یکی از احزاب تشکیل دهنده اش به نام حزب عدالت خلق رقابت می‌کند با ۱۱۳ کرسی اکثریت را در دوان راکیات یا مجلس سفلای پارلمان را کسب کرده‌است. علاوه بر این دو نامزد مستقل و حزب میراث صباح نیز که به‌طور غیررسمی با آن هم پیمانند نیز ۱۰ کرسی دیگر را به دست آوردند که به آن با ۱۲۳ کرسی امکان تشکیل دولت را می‌دهد.
این به معنای شکستی تاریخی برای ائتلاف باریسان ناسیونال است، که هرگز از زمان استقلال مالزی در سال ۱۹۵۷ کنترل حکومت این کشور را از دست نداده‌است. این به این معناست که ماهاتیر محمد در ۹۲ سالگی نخست‌وزیر آینده مالزی خواهد شد که مسن‌ترین رئیس دولت در جهان خواهد بود-گرچه او تلویحاً اشاره کرده که پس از عفو سلطنتی انور ابراهیم رهبر زندانی اپوزیسیون راه را برای او باز خواهد کرد.